# Nokia 5200

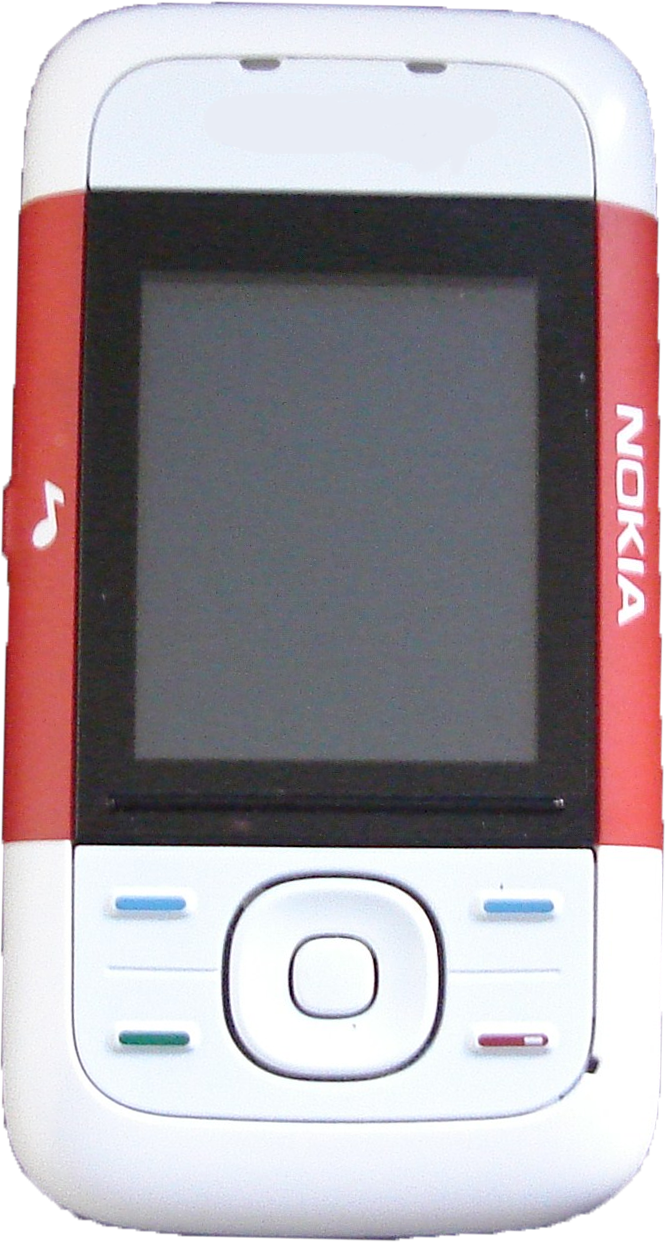
Nokia 5200.

Le Nokia 5200 est un téléphone cellulaire tribande créé et développé par Nokia à la fin de l'année 2006. Le téléphone a été pensé comme un centre multimédia grâce à sa radio FM intégrée, sa fonction lecteur MP3, son appareil photo avec zoom numérique 4x, sa fonction caméscope numérique et enfin son slot microSD (Le slot microSD n'est pas présent sur les premières versions du Nokia 5200). Il communique par GPRS, par Infrarouge, par Bluetooth ou encore par WAP pour télécharger de nombreux jeux.
Il fut diffusé à large échelle, en particulier grâce à l'opérateur de téléphonie mobile Orange.

## Spécifications techniques
| General                      | Détails |
| ---------------------------- | --- |
| Type d'ouverture             | Coulissant sur clavier téléphonique.                                                                                            |
| Système d'exploitation       | Nokia (système propriétaire).                                                                                                   |
| Dimensions                   | 92 × 48 × 21 mm |
| Batterie                     | BP-50, Li-Ion 600 mAh |
| Autonomie en veille          | Jusqu'à 14 jours |
| Autonomie en communication   | Jusqu'à 325 minutes |
| Poids                        | 104 grammes |
| Connectivité                 | |
| GSM                          | Oui (Tri-bande 900/1 800/1 900 MHz)                                                                                             |
| GPRS                         | Oui |
| EDGE                         | Oui |
| Bluetooth                    | Oui (2.0) et EDR |
| IrDA                         | Oui |
| USB                          | Oui (v2.0 miniUSB) |
| GPS                          | Non |
| Fax                          | Non |
| Radio FM                     | Oui (Requiert les oreillettes incluses)                                                                                         |
| Affichage                    | |
| Écran                        | TFT, 16 millions de couleurs, 128 × 160 pixels, 2 pouces                                                                        |
| Mémoire                      | |
| Interne (RAM)                | 7 Mio |
| Mémoire extensible           | 4 Go d'après le site Internet de Nokia. Extensible à l'aide de cartes microSD et microSDHC, qui peuvent être branchées à chaud. |
| Journal d'appels             | Oui (maximum de 30 jours) |
| Fonctionnalités du téléphone | |
| Mode Hors Connexion          | Oui, le bluetooth, l'infra-rouge et l'USB peuvent fonctionner                                                                   |
| Messagerie                   | SMS, MMS, Email (IMAP4, POP3, SMTP), Messagerie instantanée                                                                     |
| Navigateur web               | WAP 2.0, xHTML, HTML (Support du flash limité)                                                                                  |
| Vibreur                      | Oui |
| Batterie détachable          | Oui |
| Appareil photo/vidéo         | 307 200 pixels, vidéo jusqu'à VGA (640 × 480), à 15 im/s                                                                        |
| Appels vidéo                 | Oui |
| Lecteur Vidéo                | Oui (3GPP, H.264, MPEG-4) |
| Push to talk                 | Oui |
| Support Java                 | Oui (MIDP 2.0, CLDC 1.1) |